# Wawona

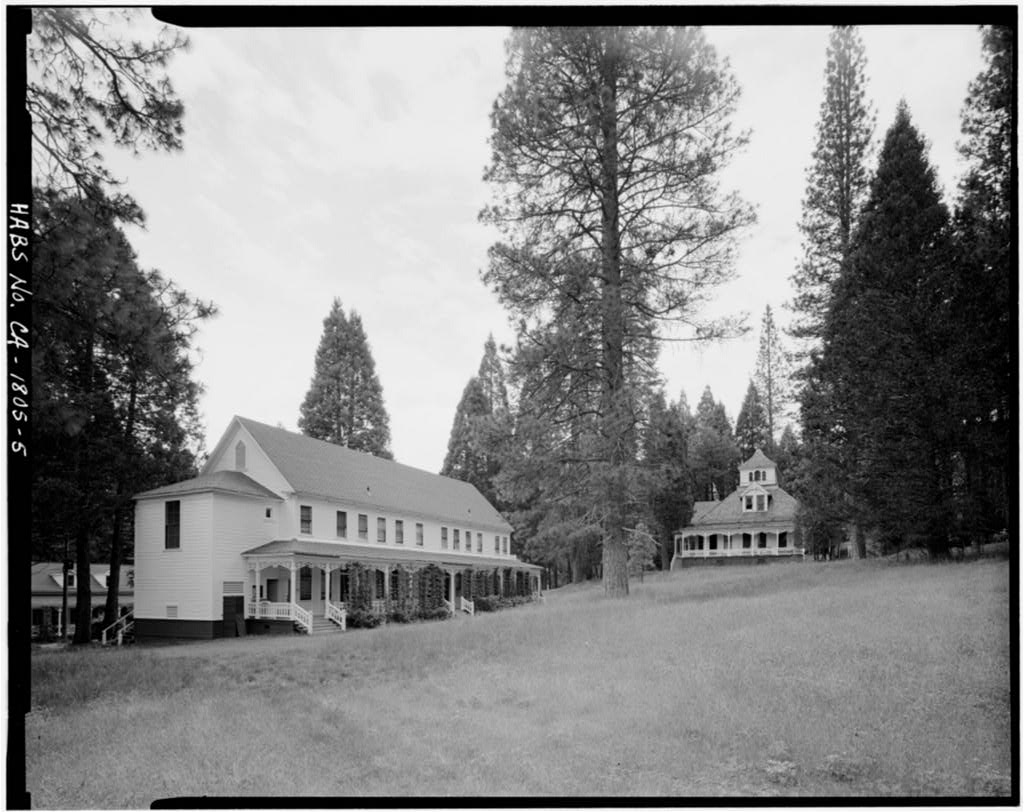
Het historische Wawona Hotel rond de vorige eeuwwisseling.

Wawona is een kleine plaats (census-designated place) in Mariposa County, in de Amerikaanse staat Californië. Wawona ligt op de westelijke flank van de Sierra Nevada op een hoogte van 1219 meter, zo'n 30 kilometer ten oosten van Mariposa, en valt volledig onder het Yosemite National Park. In 2010 woonden er 169 mensen in het dorpje, dat vroeger namen droeg als Big Tree Station, Clark's Station, Clarks Station, Wah-wo-nah en Clark's Ranch. In het toeristisch seizoen verblijven er veel meer mensen in Wawona.

## Geschiedenis
De plaatselijke indianen, de Miwok, kenden de plek als Pallachun, 'een goede plaats om te verblijven'. Volgens sommigen is Wawō'na Miwok voor 'grote boom' of 'roep van de uil'.
Galen Clark streek in 1857 neer in de graslanden van Wawona. Hij bouwde er een blokhut bij de rivier en langs een pad dat naar de Mariposa Grove met reuzensequoia's en de Yosemite Valley liep. Clark's Station, zoals het genoemd werd, werd een stopplaats voor toeristen, waar zij eten en een rustplaats aantroffen en waar hun paarden konden grazen. Clark verkocht zijn eigendom aan de gebroeders Washburn in 1874. Zij bouwden een groter hotel in 1876 - het Wawona Hotel. Het hotel is bekend omdat de Amerikaanse kunstschilder Thomas Hill van de Hudson River School er op het einde van zijn leven verbleef en schilderde.
Bezienswaardigheden: Bridalveil Fall · Cathedral Lakes · Cathedral Peak · Chilnualna Falls · Clouds Rest · El Capitan · Emerald Pool · Glacier Point · Grand Canyon of the Tuolumne · Grizzly Giant · Half Dome · Hetch Hetchy · Horsetail Fall · John Muir Trail · Mariposa Grove · Merced Grove · Merced River · Mount Conness · Mount Dana · Mount Lyell · Mount Starr King · Nevadawaterval · Ostrander Lake · Pacific Crest Trail · Sentinel Dome · Sentinel Rock · Tenaya Canyon · Tenaya Lake · Tunnel View · Tuolumne Grove · Tuolumne Meadows · Tuolumne River · Vernalwaterval · Wawona Tunnel Tree · Yosemite Valley · Yosemitewaterval

Bebouwing: Ahwahnee Hotel · Badger Pass Ski Area · Camp 4 · Curry Village · Glacier Point Hotel · Housekeeping Camp · LeConte Memorial Lodge · Pioneer Yosemite History Center · Rangers' Club · Parsons Memorial Lodge · Wawona · Wawona Hotel · Yosemite Valley Chapel · Yosemite Valley Lodge · Yosemite Village

Vervoer: SR 41 · SR 120 · SR 140 · Wawona Tunnel · Yosemite Area Regional Transportation System

Personen: Ahwahnechee · Chief Tenaya · Frederick Law Olmsted · Galen Clark · John Conness · John Muir · Sierra Miwok · Stephen Mather · Robert Underwood Johnson
- Library of Congress Control Number: n94108362
- Nationale Bibliotheek van Israël: 987007533384205171
- Virtual International Authority File: 147905522